# Лос Пепес
Лос Пепес (исп. Los Pepes, акроним из испанской фразы «Perseguidos por Pablo Escobar» — «Преследуемые Пабло Эскобаром») — колумбийская вооружённая группировка, состоявшая из противников наркобарона Пабло Эскобара. Вела войну против наркокартеля П. Эскобара в начале 1990-х годов, уничтожив более 300 его сторонников и тем самым нанеся значительный урон картелю.

## История
Несмотря на название, по имеющимся данным, в действительности лишь небольшое число членов группировки Лос Пепес реально пострадало от действий Пабло Эскобара. Лос Пепес финансировалась враждебными Эскобару наркокартелями — картелем Кали. Видную роль в организации играли Фидель Кастаньо Хиль и его брат Карлос, будущий лидер ультраправых парамилитарес. Поддержка оказывалась также другими криминальными группировками.
По некоторым данным, Лос Пепес сотрудничали с национальной полицией Колумбии, обмениваясь с ней информацией в интересах собственной борьбы с Эскобаром. Согласно документам, опубликованным ЦРУ США в 2008 году, «генеральный директор национальной полиции Колумбии Мигель Антонио Гомес Падилья сообщил, что он был уполномочен поддерживать контакты с Фиделем Кастаньо, лидером Лос Пепес, с целью сбора оперативных данных».
То обстоятельство, что Лос Пепес сотрудничала с ЦРУ, Управлением по борьбе с наркотиками и спецподразделением «Дельта» вызвало некоторое беспокойство в США, поскольку казалось, что Лос Пепес заинтересована лишь в подрыве ресурсной базы Эскобара (большинство действий было направлено против источников финансирования Эскобара и его адвокатов).
После смерти Эскобара в 1993 году, ряд руководителей Лос Пепес во главе с Карлосом Кастаньо возглавили Объединенные силы самообороны Колумбии (AUC) — ультраправую военизированную организацию, активно участвовавшую в колумбийской гражданской войне. Братья Кастаньо — Фидель (пропал без вести в 1994 году, предположительно убит в столкновении с марксистскими партизанами), Карлос (убит в 2004 году, предположительно в конфликте с соратниками — выступал против дальнейшего участия в наркобизнесе), Висенте (основной проводник наркоинтересов в AUC, считается организатором убийства Карлоса Кастаньо, пропал без вести, предположительно убит) — были движущей силой создания AUC. Ещё один бывший лидер Лос Пепес, Диего Мурильо Бехарано, известный также под псевдонимом «Дон Берна», стал генеральным инспектором AUC, а также возглавил наркокартель Энвигадо.
Институт политических исследований (Вашингтон) ищет подробности связей ЦРУ и Управления по борьбе с наркотиками с Лос Пепес. В соответствии с Законом о свободе информации Институт начал судебный процесс против ЦРУ.